# Sina Weibo
Sina Weibo (chino: 新浪微博, pinyin: Xīnlàng Wēibó) es un sitio web chino de redes sociales, similar a Facebook y, en menor medida, a Twitter. Es utilizado por, aproximadamente, el 30% de usuarios de Internet en China, alcanzando una penetración cercana a la que tiene Twitter en los Estados Unidos, pues a mediados de 2012 contaba con cerca de 368 millones de usuarios registrados.

## Historia
Luego de los disturbios en Urumchi de julio de 2009, el gobierno chino cerró la mayor parte de sitios locales de redes sociales; en tanto, los mundiales, como Facebook, Twitter y Plurk, fueron bloqueados a nivel nacional. 
Como reacción ante la censura, SINA Corporation lanzó el 14 de agosto de 2009 una versión de prueba de Sina Weibo, una alternativa de comunicación mediante microblogging que integraba características iguales a las de otras redes sociales.

## Características
Sina Weibo incorpora diversas características semejantes a las de Twitter, entre ellas:
- el uso del símbolo «@» para hacer referencia a otro usuario
- el uso de etiquetas de almohadilla
- la republicación de los mensajes de otros usuarios
- agregar una publicación a la lista de «favoritos»
- la verificación de cuentas de personas e instituciones famosas

Además, pueden añadirse emoticonos y adjuntar audio, vídeos e imágenes en cada publicación.
Las publicaciones no tienen límites de caracteres.

### Plataformas
Puede accederse a Sina Weibo desde diversas plataformas, tales como Android, BlackBerry OS, iOS, Symbian S60, Windows Mobile y Windows Phone.

## Censura
Como producto de la censura establecida en China a las redes sociales, Sina Weibo cuenta con rigurosos controles sobre las publicaciones hechas a través de ella. De acuerdo con la periodista Rebecca MacKinnon, la red de microblogging cuenta con un cuerpo de 1000 personas dedicadas a controlar el contenido que aparece en la misma.
Del 31 de marzo al 3 de abril de 2012 fueron suspendidos los servicios de Sina Weibo, bajo el argumento de evitar rumores de un golpe de Estado en China.
En 2012 se estableció el registro obligatorio de los nombres reales de usuarios de microblog ante el gobierno chino. La autoridad destinó   
más de 3 mil millones de dólares en incentivos para que los ciudadanos acatasen la medida.